# Cabeza de un caballo
La Cabeza de un caballo es una escultura en mármol que fue realizada en el 515 a. C. esta estatua es propia de un taller ático, por lo que la fecha concuerda perfectamente con el estilo de la obra. La obra se encuentra actualmente en el Museo del Prado, más concretamente en la sala 72, donde numerosas obras de gran belleza aguardan con impaciencia la llegada de los turistas.

## Historia
La obra fue donada por Marius de Zayas, un mecenas mexicano, el Prado aceptó la obra con gran interés, ya que las estatuas griegas nunca llegaron de forma directa a la península Ibérica, por lo que este busto era todo un tesoro. Según algunos estudiosos como Antonio García y Bellido o Stephan F. Schröder, dicen de que la obra concuerda con la época tardo-arcaica, también afirmaron que la estatua formó parte de la suntuosa decoración de la Acrópolis de Atenas, aunque también se rumorea que pudo haber sido encontrada en las islas griegas de Paros y Tasos, en las cuales se hallaron numerosas estatuas de caballos.
La función que tenían estas estatuas en la Acrópolis era la de difundir la historia de Atenea, esto se debe a los famosos caballeros griegos. Algo que llama la atención es el gran tamaño de la escultura, el caballo madrileño supera en tamaño a los caballos atenienses, por lo que la obra debía de medir unos 2,20 metros de altura, incluyendo el resto del cuerpo.
Sin embargo, se han encontrado numerosas estatuas de caballos propias de la época, por ejemplo, los caballos que flanqueaban la cuadriga del templo de Alcmeónidas, situado en Delfos. También se podría mencionar tres estatuas de caballos encontradas en la Acrópolis, una escultura era ecuestre, mientras que las otras dos tenían gran parecido con la donación de Marius de Zayas.

## Descripción
La escultura es de gran tamaño comparada con otros modelos griegos, a pesar de su tamaño, no aparenta ser tan robusto si nos fijamos detalladamente en otras características de la estatua. El cuello es delgado, mientras que de perfil nos deja una imagen que muestra el potencial de la estatua, pero al fin y al cabo las apariencias engañan siempre.
Debajo de la cabeza hay un agujero, esto indica que la estatua fue utilizada para complementar una cuadriga, algo que tiene bastante sentido. Además, también hay un orifico con forma de medialuna que iría clavado a las crines para espantar a los pájaros, esto se hacía pasando por el agujero una púa de metal, meniskos, siguiendo algunos escritos de Schröder.
Como la mayor parte de las estatuas griegas, esta escultura fue policromada, algunas evidencias son el hocico manchado de un color rojo difuminado, o un característico dorado que debía decorar el arnés de la estatua. Desafortunadamente, el frío color del mármol contrasta radicalmente con estos finos colores, dejándonos sin más respuestas sobre la anterior apariencia de la estatua.